# Jequitibá (Minas Gerais)
Jequitibá es un municipio brasilero del estado de Minas Gerais. Su población estimada en 2004 era de 5.234 habitantes.